# Dinamo Sugdidi
Dinamo Sugdidi (georgisch სკ ბაია ზუგდიდი) ist ein georgischer Fußballverein aus Sugdidi. Er spielt in der zweithöchsten Spielklasse Georgiens, der Pirveli Liga. Die Vereinsfarben sind rot-weiß.

## Geschichte
1918 wurde der Verein unter dem Namen Odischi Sugdidi gegründet und hatte im Laufe der Zeit mehrere Namensänderungen und Fusionen.
In der Saison 2003/04 spielte der Verein unter dem Namen FC Spartak Lasika Sugdidi in der ersten georgischen Liga, erreichte jedoch dort nur den 11. Platz, stieg daher nach nur einer Saison wieder ab. Nach einigen Jahren in der zweiten Liga schaffte der Verein 2006 unter seinen neuen Namen FC Mglebi Sugdidi (georgisch მგლები ზუგდიდი, zu deutsch: Wölfe Sugdidi) den Wiederaufstieg in die höchste Spielklasse Georgiens. 2009 erfolgte die erneute Umbenennung in Baia Sugdidi. Die Heimstätte des Vereins ist das Anaklia-Stadion, das 1.000 Zuschauern Platz bietet.

## Vereinsnamen
- 1918 – Odischi Sugdidi[1]
- 1965 – Inguri Sugdidi
- 1974 – Dinamo Sugdidi
- 1990 – Odischi Sugdidi
- 1994 – Dinamo Sugdidi
- 1996 – Odischi Sugdidi
- 1999 – Dinamo Sugdidi
- 2001 – Lasika Sugdidi
- 2003 – Spartak Lasika Sugdidi (Fusion mit Spartak Tiflis)
- 2004 – FC Sugdidi (Lösung der Fusion)
- 2006 – Mglebi Sugdidi
- 2009 – Baia Sugdidi
- 2012 – FC Sugdidi
- 2020 – Dinamo Sugdidi